# Bản Sen, Vân Đồn
Bản Sen là một xã thuộc huyện Vân Đồn, tỉnh Quảng Ninh, Việt Nam.
Xã Bản Sen có diện tích 141,52 km², dân số năm 1999 là 1053 người, mật độ dân số đạt 7 người/km².

## Hành chính
Xã Bản Sen được chia thành 5 thôn: Điền Xá, Đông Lĩnh, Đồng Gianh, Nà Na, Nà Sắn.